# Брокхофф, Иоганн

«Старый рыбак».

Иоганн Брокхофф (нем. Johann Brockhoff; 16 июня 1871, Ахен — 1942, Мюнхен, нацистская Германия) — немецкий художник, график.

## Биография

Экслибрис работы И. Брокхоффа. около 1900 г.

Родился в семье торговца. С 1889 по 1891 год обучался Дрезденской академии художеств, продолжил учёбу в Академии Жюлиана в Париже (1893—1895), затем снова в Дрезденской академии под руководством Карла Банцера. С 1899 по 1901 год изучал искусство графики в Мюнхенской академии искусств у Петера фон Хальма.
Проживая в Мюнхене, открыл частную школу графики. Обучил несколько известных учеников.
Автор ряда графических работ, экслибрисов, книжных иллюстраций.